# Latrodectus bishopi
Latrodectus bishopi là một loài nhện trong họ Theridiidae.